# Formato de cobalto(II)
Formato de cobalto(II) é um composto inorgânico de fórmula química Co(HCOO)2 
É utilizado na preparação de catalisadores de cobalto.